# Kazan (kejsare)
Kazan, född 968, död 1008, var regerande kejsare av Japan mellan 984 och 986.